# Stegastes sanctipauli
Stegastes sanctipauli là một loài cá thuộc họ Pomacentridae. Nó là loài đặc hữu của Brasil.